# Pracodawca
Pracodawca – jedna ze stron na rynku pracy, która zgłasza popyt na pracę. Drugą stroną jest pracownik, który oferuje na rynku pracy swoje usługi pracy.

## Definicja i charakterystyka w polskim prawie pracy
Pracodawca w ujęciu formalnoprawnym, a także potocznym to osoba fizyczna lub osoba prawna, a także inna jednostka organizacyjna nieposiadająca osobowości prawnej, która spełniając pewne wymogi prawne i społeczne, zatrudnia pracowników. Spółka cywilna może być pracodawcą. Za pracodawcę, który jest jednostką organizacyjną, czynności z zakresu prawa pracy (działania w sferze prawa pracy) podejmuje wyznaczona osoba bądź jej organ.
Istotą stosunku pracy jest zobowiązanie się pracownika do wykonywania pracy określonego rodzaju na rzecz pracodawcy i pod jego kierownictwem, w miejscu i czasie wyznaczonym przez pracodawcę, w zamian za umówione wynagrodzenie. Ponadto zasadniczą cechą stosunku pracy jest ponoszenie ryzyka gospodarczego przez pracodawcę (ryzyko to nie może być przerzucane na pracownika w żaden sposób) oraz zasada trwałości stosunku pracy.
Stosunek pracy może powstać na podstawie umowy o pracę, powołania, wyboru, mianowania oraz na podstawie spółdzielczej umowy o pracę. Pewne cechy stosunku pracy mogą wprowadzać pragmatyki zawodowe w odniesieniu do niektórych służb mundurowych.
Obowiązki pracodawcy:
- zapoznanie nowych pracowników z ich pracą, zakresem obowiązków oraz podstawowymi uprawnieniami
- sprawne organizowanie pracy, by w pełni wykorzystać czas pracy i kwalifikacje pracownika
- przeciwdziałanie dyskryminacji w zatrudnieniu
- zapewnianie bezpiecznych i higienicznych warunków pracy
- wypłacanie wynagrodzenia za pracę w ustalonych terminach
- umożliwiania podnoszenia kwalifikacji zawodowych
- prowadzenie wymaganej dokumentacji.

Prawa pracodawcy:
- swoboda w doborze pracownika
- wprowadzenie sankcji wobec pracownika.

Według przeprowadzonych w roku 2011 badań dotyczących stażu pracy okazało się, że statystyczny Polak przepracował u jednego pracodawcy średnio 12 lat.

## Nauki ekonomiczne
Z punktu widzenia nauk ekonomicznych utożsamianie pojęcia pracodawcy z zatrudniającym jest błędne, mimo że jest stosowane w mowie potocznej i Kodeksie pracy. To pracownik sprzedaje swoją pracę dla zatrudniającego, który ją kupuje w zamian za należyte wynagrodzenie. Praca jest czynnikiem produkcji. Tak więc to pracownik jest pracodawcą, a zatrudniający jest pracobiorcą. Obecne pojęcie pracodawcy w Kodeksie pracy może błędnie podsuwać, że to od zatrudniającego zależy „dawanie pracy”, podczas gdy praca dla zatrudniającego w rzeczywistości jest niezbędna dla jego działalności gospodarczej. Popyt na pracę zgłaszany przez zatrudniającego jest wynikiem globalnego popytu na dobra i usługi.
Także z punktu widzenia językowego określanie kogoś zatrudniającego mianem pracodawcy jest błędne. Na przestrzeni lat, początkowo wyłącznie w mowie potocznej, doszło do zamiany znaczenia pojęć „pracodawca” i „pracobiorca”. Prawdopodobnie doszło do tego pod wpływem zwyczajów feudalnych, gdzie zatrudniający był określany mianem „chlebodawcy”, którego później synonimem stało się pojęcie „pracodawca”. Taka zamiana pojęć jest przykładem pseudokonfuzji będącej częścią procesu pseudoinformacji. W niektórych innych językach taka zamiana nie nastąpiła, przez co obcokrajowcy uczący się języka polskiego mogą mieć kłopoty z określeniem strony umowy o pracę nazywaną „pracodawcą”.
Dlatego też prawidłowe były poprzednie, używane w kodeksie pracy do 1996 roku określenia zakład pracy (którego reprezentantem wobec załogi i działającym w jego imieniu jest kierownik zakładu pracy) albo osoba fizyczna zatrudniająca pracowników. Innymi prawidłowymi określeniami jednostki zatrudniającej pracowników jest zatrudniciel albo zatrudniający.